# 139 Tauri
139 Tauri, som är stjärnans Flamsteed-beteckning, är en ensam stjärna belägen i den norra delen av stjärnbilden Oxen. Den har en skenbar magnitud på ca 4,81 och är svagt synlig för blotta ögat där ljusföroreningar ej förekommer. Baserat på parallaxmätning inom Hipparcosuppdraget på ca 2,1 mas, beräknas den befinna sig på ett avstånd på ca 1 600 ljusår (ca 480 parsek) från solen. Den rör sig bort från solen med en heliocentrisk radialhastighet av ca 8 km/s. Stjärnan ligger nära ekliptikan, vilket gör att den kan vara föremål för ockultationer av månen. En sådan händelse observerades den 28 april 1990.

## Egenskaper
139 Tauri är en blå till vit ljusstark jättestjärna av spektralklass B1 Ib eller B0.5 II V. Den har en massa som är ca 10 solmassor, en radie som är ca 20 solradier och utsänder ca 81 000 gånger mera energi än solen från dess fotosfär vid en effektiv temperatur på ca 24 700 K.
J.D. Rosendhal (1973) identifierade svaga emissionslinjer förknippade med en asymmetrisk H- alfaabsorptionslinje, vilket ger bevis på massförlust. Stjärnor som denna med 10 eller fler solmassor förväntas avsluta sitt liv genom att explodera som supernova av typ II.